# Habibabad
Habībābād (farsi حبیب‌آباد) è una città dello shahrestān di Borkhar-e Meymeh, circoscrizione Borkhar, nella Provincia di Esfahan. 